# Nicolás Hermoza
Nicolás de Bari Hermoza Ríos (Pucallpa, 20 de diciembre de 1934) es un militar peruano condenado por delitos de corrupción y graves violaciones a los derechos humanos. Llegó a ocupar la comandancia general del Ejército del Perú entre 1991 y 1998, y la presidencia del Comando Conjunto de las Fuerzas Armadas entre 1992 y 1998. Durante esta etapa fue considerado como el «tercer hombre fuerte del régimen» (luego de Fujimori y Montesinos); asimismo, fue el militar más influyente en las encuestas El Poder en el Perú entre 1992 y 1997. Fue pasado al retiro por el presidente Fujimori en 1998.
Tras retirarse, fue detenido y enviado a prisión por los crímenes cometidos durante el Fujimorato. Su prontuario abarcaba corrupción, secuestro y homicidio. Posteriormente, en 2024, tras declararse fundada el Habeas Corpus presentada por su defensa el Tribunal Constitucional determinó su liberación, mas no extinción de pena, debido a que, al padecer de demencia senil y enfermedad de Parkinson, no era consciente de su condena.

## Biografía
Nació en Pucallpa, Provincia de Coronel Portillo, Ucayali, hijo de Federico Hermoza y Miguelina Ríos.
Realizó sus estudios escolares en la Gran Unidad Escolar San Pedro, en la ciudad de Chimbote.
Realizó sus estudios militares en la Escuela Militar de Chorrillos, egresando como Subteniente de Infantería el 1 de enero de 1958, conformando la 60 promoción "Coronel Ricardo O'Donovan".
En 1978, ya como coronel, fue designado como director de la Escuela de Infantería del Ejército.
Entre 1982 y 1983 fue agregado militar en la Embajada del Perú en Ecuador.
En 1984 estudió el curso de Defensa Nacional en el Centro de Altos Estudios Militares (CAEM); al año siguiente ascendió al grado de general de Brigada.
Entre 1985 y 1986 fue comandante general de la 32.º División de Infantería del Ejército en Trujillo.
Desde enero de 1990 hasta diciembre del mismo año, fue jefe del Comando General de Logística del Ejército.
A partir de enero de 1991 se desempeñó como jefe del Estado Mayor del Ejército del Perú.

### Comandante general del Ejército
El 20 de diciembre de 1991 fue designado comandante general del Ejército del Perú en reemplazo de Pedro Villanueva, quien se negó firmar 45 solicitudes de pase al retiro en blanco que le presentara Vladimiro Montesinos. Entre sus primeras acciones criticadas estuvo mandar al retiro a generales que podían sucederlo, entre ellos Jaime Salinas Sedó, Víctor Obando Salas, Luis Soriano Morgan, entre otros.

### Presidente del CCFFAA
En enero de 1992 asumió la Presidencia del Comando Conjunto de las Fuerzas Armadas del Perú en reemplazo del Teniente FAP Arnaldo Velarde Ramírez; como tal, fue partícipe del autogolpe del 5 de abril de 1992.
En 1997, Hermoza participó en la estrategia de la Operación Chavín de Huántar al igual que otros altos mandos militares; luego del éxito de la operación Fujimori lo denominó general victorioso. Sin embargo, meses después Hermoza presentó un libro sobre la operación en la cual aparecía como el estratega del rescate de los rehenes de la embajada japonesa, ante ello el presidente lo desdijo y el entonces comandante general del Ejército reaccionó, y en un desafío también público, reunió a los jefes de las regiones militares, ataviados con uniformes de campaña, en un desagravio ante Fujimori.
El 20 de agosto de 1998 fue relevado de los cargos por el presidente Alberto Fujimori y fue reemplazado por César Saucedo, su salida se debió a la posición belicista en el conflicto limítrofe entre el Perú y el Ecuador acaecido en aquel año y por la insistencia que la Misión de Observadores Militares Ecuador - Perú (MOMEP) ponía en su salida.

## Acusaciones y condenas
En abril de 2001 fue encarcelado bajo el cargo de confabulación con los narcotraficantes conjuntamente con Vladimiro Montesinos. Seis días después, la Oficina Federal de Justicia y Policía de Suiza encontró cuentas vinculadas a Hermoza por US$  22 millones.
En 2002 la Oficina Federal de Justicia de Berna (OFI) informó que el procurador anticorrupción del Perú, Julio Arbizú, estuvo de gira en Berna para rastrear cuentas congeladas a nombre del exgeneral Hermoza Rios y que fueron repatriadas a Lima.
En mayo de 2005 fue condenado a ocho años de prisión y al pago de una reparación civil de 15 millones de soles por estafar a su institución y apropiarse de US$ 22 millones destinados a compra de armamento cuando era comandante general del Ejército. Previo a ello, Hermoza había confesado su delito. Por otro lado, su retrato y nombre fueron retirados del cuadro de honor de su institución.
En el 2010 fue condenado a 25 años de prisión por ser responsable de los delitos de homicidio calificado, secuestro, desaparición forzada y asociación ilícita para delinquir en el proceso que reunió los casos de Barrios Altos (matanza en la que murieron 15 personas), la desaparición de nueve campesinos del Santa y del periodista Pedro Yauri. En septiembre de 2012, la Corte Suprema rebajó las sentencia a 20 años de cárcel, ya que la condena por asociación ilícita para delinquir fue hecha sin que haya denuncia.
En octubre de 2012 fue absuelto del delito de homicidio calificado en el caso de la operación Chavín de Huántar que permitió el rescate con vida 71 personas tomadas como rehenes durante casi cuatro meses en la residencia del embajador de Japón. El Ministerio Público no pudo probar la existencia de una «cadena de mando paralela» que los involucre para las ejecuciones extrajudiciales en la operación de rescate.
En 2016 fue hallado responsable, junto a Vladimiro Montesinos, de la desaparición forzada de tres personas en los sótanos del Servicio de Inteligencia del Ejército (SIE) en 1993. La justicia peruana demostró asimismo que luego de ser asesinadas en el Pentagonito, las víctimas fueron quemadas en un horno.
A fines de diciembre de 2024, el Tribunal Constitucional (TC) admitió a trámite la solicitud de habeas corpus presentada por Hermoza, dictaminando su liberación mas no extinción de pena debido a que, al sufrir Hermoza demencia senil y enfermedad de Parkinson, «no tiene sentido alguno cumplir una condena cuando el sentenciado no es consciente de ello» ya que no se podía tener el efecto rehabilitador del condenado a través del cumplimiento de su sentencia. La presidenta, Luz Pacheco Zerga, respaldó la decisión del tribunal por motivos «absolutamente humanitarios». Luego de la sentencia del TC, en enero de 2025, el Poder Judicial ordenó la excarcelación de Hermoza.

## Publicaciones
- Operación Chavín de Huántar. Rescate en la residencia de la Embajada del Japón (Lima, 1998).

## Condecoraciones
- Orden del Mérito Militar, en el grado de Gran Cruz, Brasil.[25]
- Orden de Bernardo O'Higgins, en el grado de Gran Cruz, Chile.
- Condecoración al Mérito Militar Coronel Eduardo Ayaroa de Bolivia
- Cruz Peruana al Mérito Militar en los grados de Caballero, Oficial, Comendador, Gran Oficial y Gran Cruz.
- Orden Militar Francisco Bolognesi en los grados de Caballero, Oficial, Comendador, Cruz y Gran Cruz, Perú
- Medalla Académica del Ejército del Perú
- Combatiente "Mariscal Andrés Avelino Cáceres" en el grado de Honor, Perú